# Lawrence Aidoo
Lawrence Aidoo (Accra, 1982. január 14. –) ghánai labdarúgó-középpályás.